# 460 v. Chr.
Portal Geschichte | Portal Biografien | Aktuelle Ereignisse | Jahreskalender | Tagesartikel

◄ |
6. Jahrhundert v. Chr. |
5. Jahrhundert v. Chr. |
4. Jahrhundert v. Chr. |
►

◄ | 480er v. Chr. | 470er v. Chr. | 460er v. Chr. | 450er v. Chr. |
440er v. Chr. |
►

◄◄ | ◄ | 463 v. Chr. | 462 v. Chr. | 461 v. Chr. | 460 v. Chr. |
459 v. Chr. |
458 v. Chr. |
457 v. Chr. |
► |
►►

## Ereignisse

### Politik und Kultur
- Lucius Quinctius Cincinnatus wird Konsul der Römischen Republik.

- um 460 v. Chr.: Das Prytaneion in Athen wird fertiggestellt.

### Sport
- König Arkesilaos IV. von Kyrene siegt bei den Olympischen Spielen im Viergespann.

## Geboren
- Demokrit, griechischer Philosoph

- um 460 v. Chr.: Hippokrates von Kos, griechischer Arzt
- um 460 v. Chr.: Laches, athenischer Feldherr
- um 460 v. Chr.: Thukydides, athenischer Stratege und Historiker

## Gestorben
- um 460 v. Chr.: Epicharmos, griechischer vorsokratischer Philosoph (* um 540 v. Chr.)
- um 460 v. Chr.: Heraklit von Ephesos, griechischer vorsokratischer Philosoph (* um 520 v. Chr.)